# Idaira
 (octobre 2012).
Idaira Fernández Rodríguez (San Cristóbal de La Laguna, Tenerife,  14 mars 1985), connue sous le nom de Idaira, est une chanteuse espagnole qui a notamment participé à la quatrième édition de l'émission télévisée Operación Triunfo, (2005).